# Tahíche
Tahíche ist ein zur Gemeinde Teguise gehörender Ort auf der Kanareninsel Lanzarote. Im Jahre 2023 hatte er 4914 Einwohner.

## Charakter

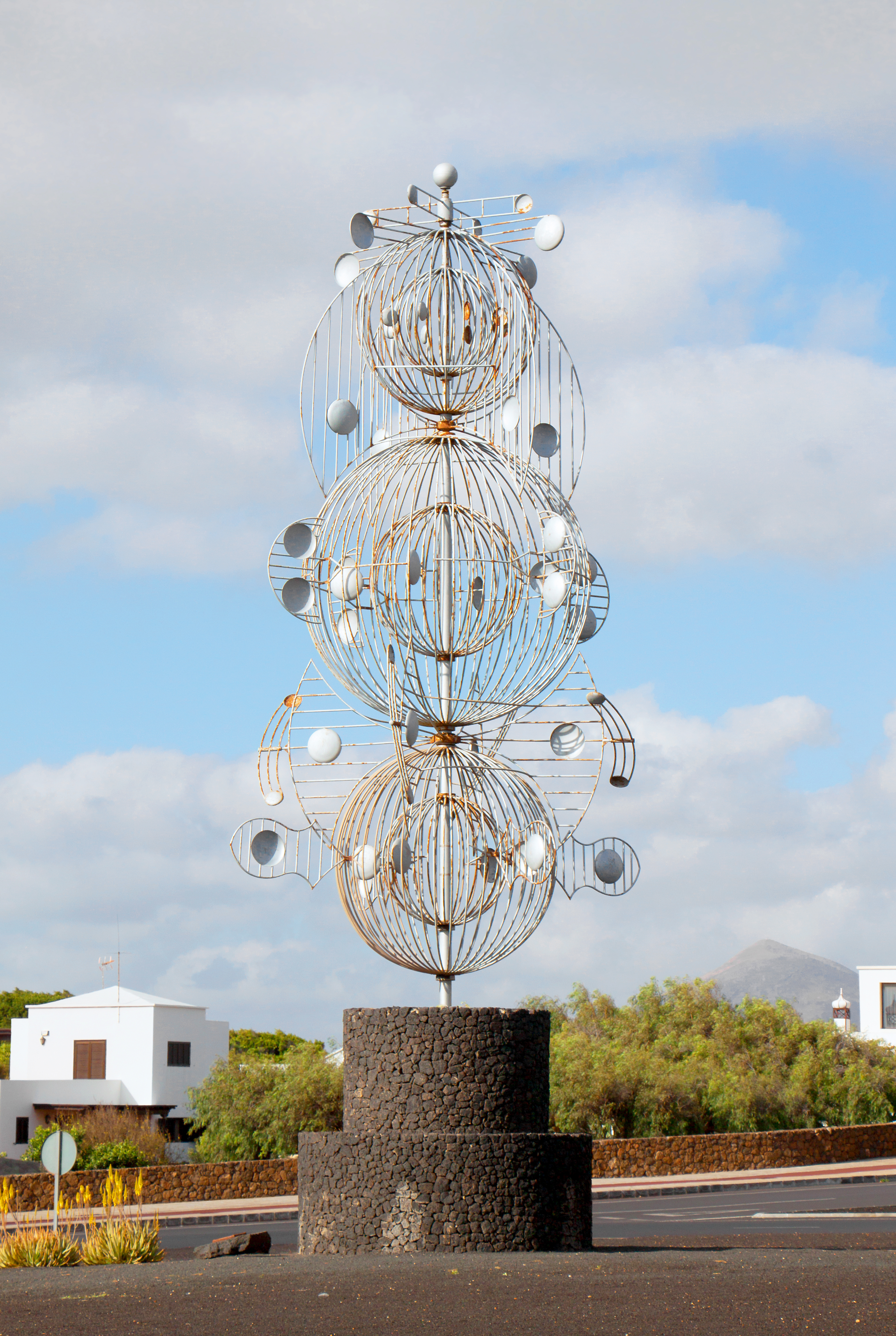
Manriques Windspiel am Ortseingang

Der Ort liegt in einem jungvulkanischen Lavafeld, etwa sechs Kilometer südlich von Teguise und ebenfalls etwa sechs Kilometer nördlich der Inselhauptstadt Arrecife.
In Tahíche haben unter anderem die Hochschule für Tourismus (Escuela Universitaria de Turismo, die zur Universität Las Palmas de Gran Canaria gehört) und die Vereinigung der Behinderten von Lanzarote (Asociación de Discapacitados de Lanzarote) ADISLAN ihren Sitz. Hier befindet sich ebenfalls das zentrale Gefängnis von Lanzarote.
In Taro de Tahíche, einem Teil von Tahíche, steht das in Lavablasen gebaute Haus des Künstlers und Architekten César Manrique, das heute der Sitz der Fundación César Manrique ist.
Am Kreisverkehr am Ortseingang befindet sich ein von César Manrique geschaffenes Windspiel (móvil, mobile).

## Bevölkerungsentwicklung
Nach den Angaben des spanischen Statistischen Amtes (Instituto Nacional de Estadística) wuchs die Bevölkerung von Tachiche zwischen den Jahren 2000 und 2015 wie folgt:
| 2000  | 2001  | 2002  | 2003  | 2004  | 2005  | 2006  | 2007  | 2008  | 2009  | 2010  | 2011  | 2012  | 2013  | 2014  | 2015  |
| ----- | ----- | ----- | ----- | ----- | ----- | ----- | ----- | ----- | ----- | ----- | ----- | ----- | ----- | ----- | ----- |
| 2.570 | 2.697 | 2.823 | 2.935 | 3.035 | 3.305 | 3.419 | 3.539 | 3.751 | 3.865 | 3.941 | 4.101 | 4.155 | 4.224 | 4.284 | 4.340 |